# Вдали от обезумевшей толпы (фильм, 1967)
«Вдали от обезумевшей толпы» (англ. Far from the Madding Crowd) — британская романтическая драма, снятая режиссёром Джоном Шлезингером по сценарию Фредерика Рафаэля, основанном на одноимённом романе Томаса Харди. Главные роли в картине исполняют Джули Кристи, Теренс Стэмп, Питер Финч и Алан Бейтс.

## Сюжет
Уэст-Кантри, Викторианская эпоха. Унаследовав ферму от своего дяди, Батшеба Эвердин решает заняться её ведением. Она нанимает своего бывшего соседа, которому ранее отказала в предложении руки и сердца, — пастуха Габриэля Оука, потерявшего стадо овец после того, как его собака согнала их с обрыва.
Батшеба отправляет открытку своему соседу-фермеру Уильяму Болвуду, который, неправильно истолковав её намерения, влюбляется в Батшебу и предлагает ей выйти за него замуж. Батшеба обещает подумать над его предложением, однако вскоре влюбляется в сержанта кавалерии Фрэнка Троя.
Трой был обручён со служанкой Фанни Робин, ждавшей от него ребёнка, однако разорвал отношения, после того, как в день свадьбы она пришла в другую церковь. Батшеба выходит замуж за Троя, однако после того, как Трой начинает растрачивать её деньги и устраивать конфликты между рабочими, начинает жалеть о своём решении. Бывшая невеста Троя Фанни умирает при родах, после чего Трой уходит от Батшебы, заявляя, что никогда не любил её. Одежду Троя вскоре находят возле океана, где он, предположительно, утонул.
После того, как Троя объявляет умершим, Болдвуд уговаривает Батшебу жениться на нём. Трой, однако, вскоре появляется на вечере по поводу помолвки Батшебы и Болтвуда с намерением вернуть жену; Болтвуд убивает Троя, после чего его арестовывают.
Габриэль сообщает Батшебе, что намерен эмигрировать в Америку. Батшеба, осознавая к нему свои чувства, убеждает его остаться, после чего они женятся.

## В ролях
- Джули Кристи — Батшеба Эвердин
- Теренс Стэмп — Фрэнк Трой
- Питер Финч — Уильям Болдвуд
- Алан Бейтс — Габриэль Оук
- Фиона Уокер — Лидди
- Прунелла Рансом — Фанни Робин
- Элисон Леггатт — миссис Херст
- Пол Докинс — Генри Фрей
- Джулиан Сомерс — Джен Когган
- Джон Барретт — Джозеф Пурграсс
- Фредди Джонс — Кейни Болл
- Эндрю Робертсон — Эндрю Рэндл
- Брайан Роулинсон — Мэттью Мун

## Принятие

### Отзывы критиков
Фильм получил преимущественно смешанные отзывы критиков. На интернет-агрегаторе Rotten Tomatoes он имеет рейтинг 64 % на основе 28 рецензий. Metacritic дал фильму 55 баллов из 100 возможных на основе 4 рецензий, что соответствует статусу «смешанные или средние отзывы».

### Награды и номинации
| Ассоциация                             | Год  | Категория                                                         | Номинант(-ы)                 | Результат |
| -------------------------------------- | ---- | ----------------------------------------------------------------- | ---------------------------- | --------- |
| «Оскар»                                | 1968 | Лучшая музыка к фильму — оригинальный саундтрек                   | Ричард Родни Беннетт         | Номинация |
| «Золотой глобус»                       | 1968 | Лучший фильм — драма                                              | «Вдали от обезумевшей толпы» | Номинация |
| «Золотой глобус»                       | 1968 | Лучшая мужская роль — драма                                       | Алан Бейтс                   | Номинация |
| «Золотой глобус»                       | 1968 | Лучшая женская роль второго плана — кинофильм                     | Прунелла Рансом              | Номинация |
| BAFTA                                  | 1968 | Лучшая операторская работа для британского фильма — цветной фильм | Николас Роуг                 | Номинация |
| BAFTA                                  | 1968 | Лучший дизайн костюмов для британского фильма — цветной фильм     | Алан Барретт                 | Номинация |
| Кинофестиваль на Фарерских островах    | 1967 | Лучший фильм                                                      | Джон Шлезингер               | Победа    |
| Национальный совет кинокритиков США    | 1967 | Лучший фильм                                                      | «Вдали от обезумевшей толпы» | Победа    |
| Национальный совет кинокритиков США    | 1967 | Лучшая мужская роль                                               | Питер Финч                   | Победа    |
| Национальный совет кинокритиков США    | 1967 | Десять лучших фильмов                                             | «Вдали от обезумевшей толпы» | Победа    |
| Национальное общество кинокритиков США | 1968 | Лучшая операторская работа                                        | Николас Роуг                 | Номинация |